# Edsvik konsthall

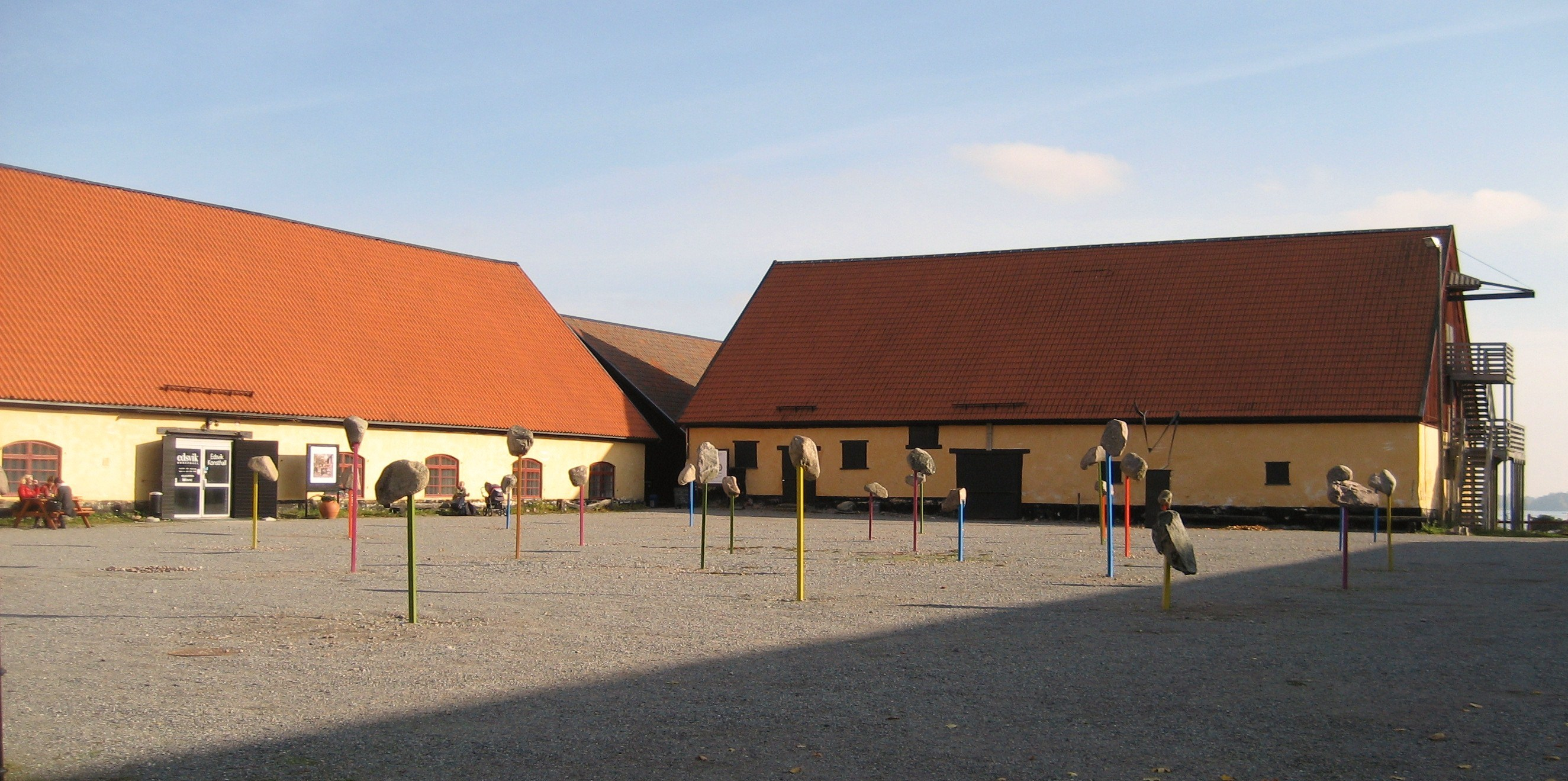
Edsvik konsthall i oktober 2010.

Edsvik konsthall var en konsthall, belägen på stallbacken vid Edsbergs slott i Edsberg, Sollentuna kommun, intill Edsviken. Konsthallen visade svensk och internationell samtidskonst och bestod av Konsthall Väst och Konsthall Öst. Konsthallen visade 12 utställningar om året och bedrev också kursverksamhet i måleri och teckning för ungdomar och vuxna. I augusti 2019 gick konsthallen i konkurs och stängdes i september 2019.

## Historik

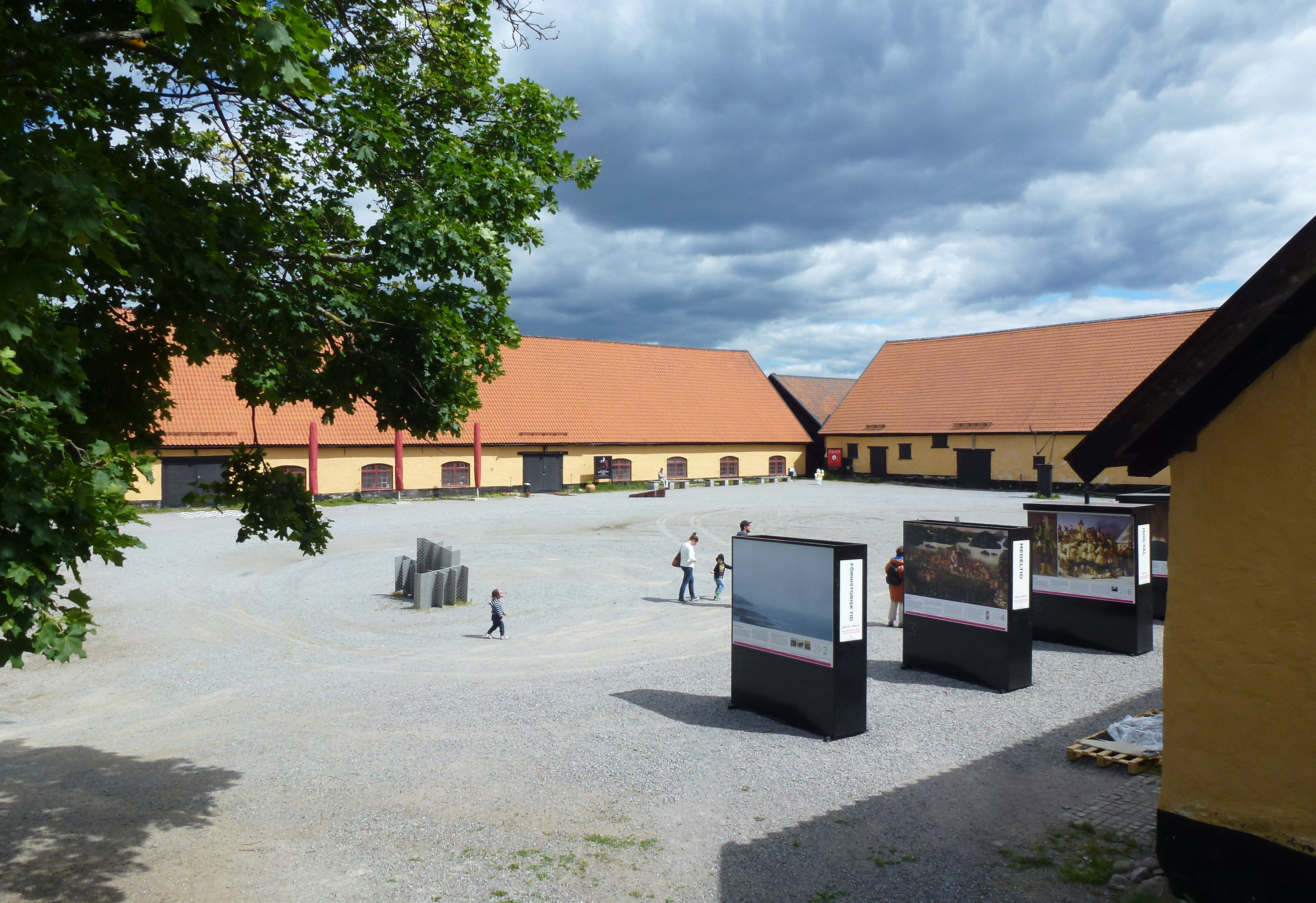
Stallbacken, juni 2014.

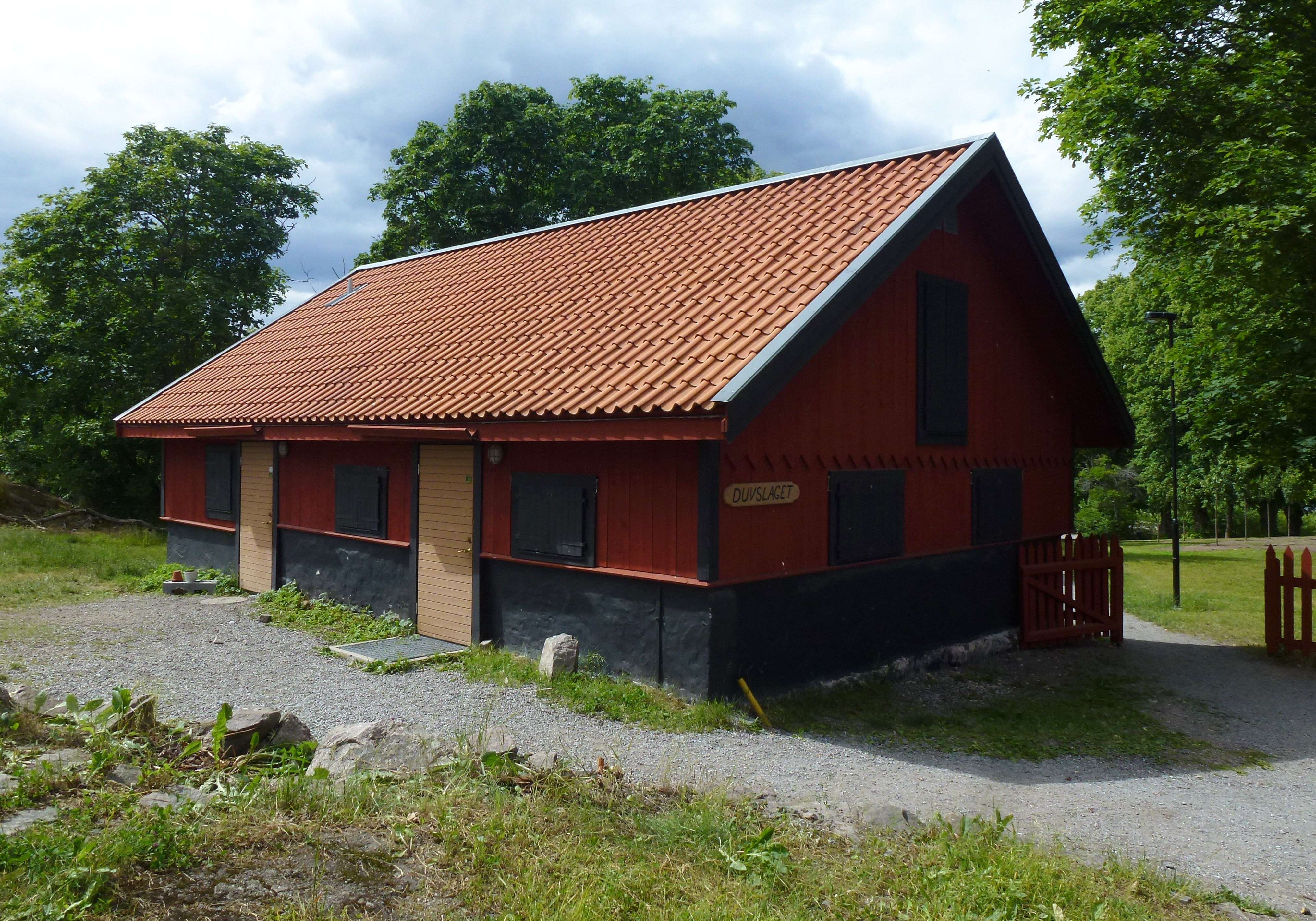
"Duvslaget" 2014.

Edsviks konsthall öppnade i mars 1996. Byggnaderna på Stallbacken består av stall och ladugårdsbyggnader som ursprungligen hört till Edsbergs slott, som ägs av Sollentuna kommun sedan 1970-talet. Intill konsthallen låg MC Collection museum.
Stallbackens vänner bildades 1986 i syfte att få stånd till en bygdegård i Sollentuna som omnämndes Duvslaget. Ambitionen att driva en konsthall uppkom med Konstnärsgruppen Edsvik, som bildades 1985 av en grupp Sollentunakonstnärer. Gruppen lämnade i maj 1994 en idéskiss och projektbeskrivning till Konsthall Stallbacken för att skapa en mötesplats för kulturarbetare, näringsliv och allmänhet inom och utom kommunen med betoning på samtidskonst. Konsthallen invigdes i mars 1996.
Under konsthallscheferna Maria Fridh och Stefie Goudaki genomfördes ett antal utställningar som lockade konstintresserade till Sollentuna. Det visade sig svårt att få ekonomin att gå ihop. Verksamheten lades ner 2003. Ricardo Donoso blev ny chef och konsthallen återinvigdes den 2 april 2005 med utställningen Corpus med sex samtida konstnärer från Mexiko med måleri, videokonst och installationer, samt en utställning med grafik och akvareller av Günter Grass med motiv från H.C. Andersens sagor.

### Byggnadernas historia
Logen som idag heter Konsthall Öst (belägen på den östra sidan av gårdsplanen) uppfördes 1835. Utanför logen fanns tidigare ett tröskverk som drevs av oxar i en vandring, denna var placerad på den östra långsidan och finns nu på Hersby hembygdsgård. Ladugården som idag heter Konsthall Väst uppfördes cirka 1760 och hade kapacitet för 70 mjölkkor. Samtliga byggnader var i drift inom jordbruk som upphörde i mitten av 1950-talet. Därefter fanns ett antal mindre företag belägna på området bland annat bilverkstad.
År 1996 beslöt Sollentuna kommun att bygga om logen varpå man anlitade arkitekter från BJ-Konsult AB för att inrymma Edsvik konsthall. Åren 2007 och 2009 byggdes även ladugården om för att inrymma konstskola och konsthall, av Kask arkitektur AB och Reppen Lizell AB.

## Interiörbilder

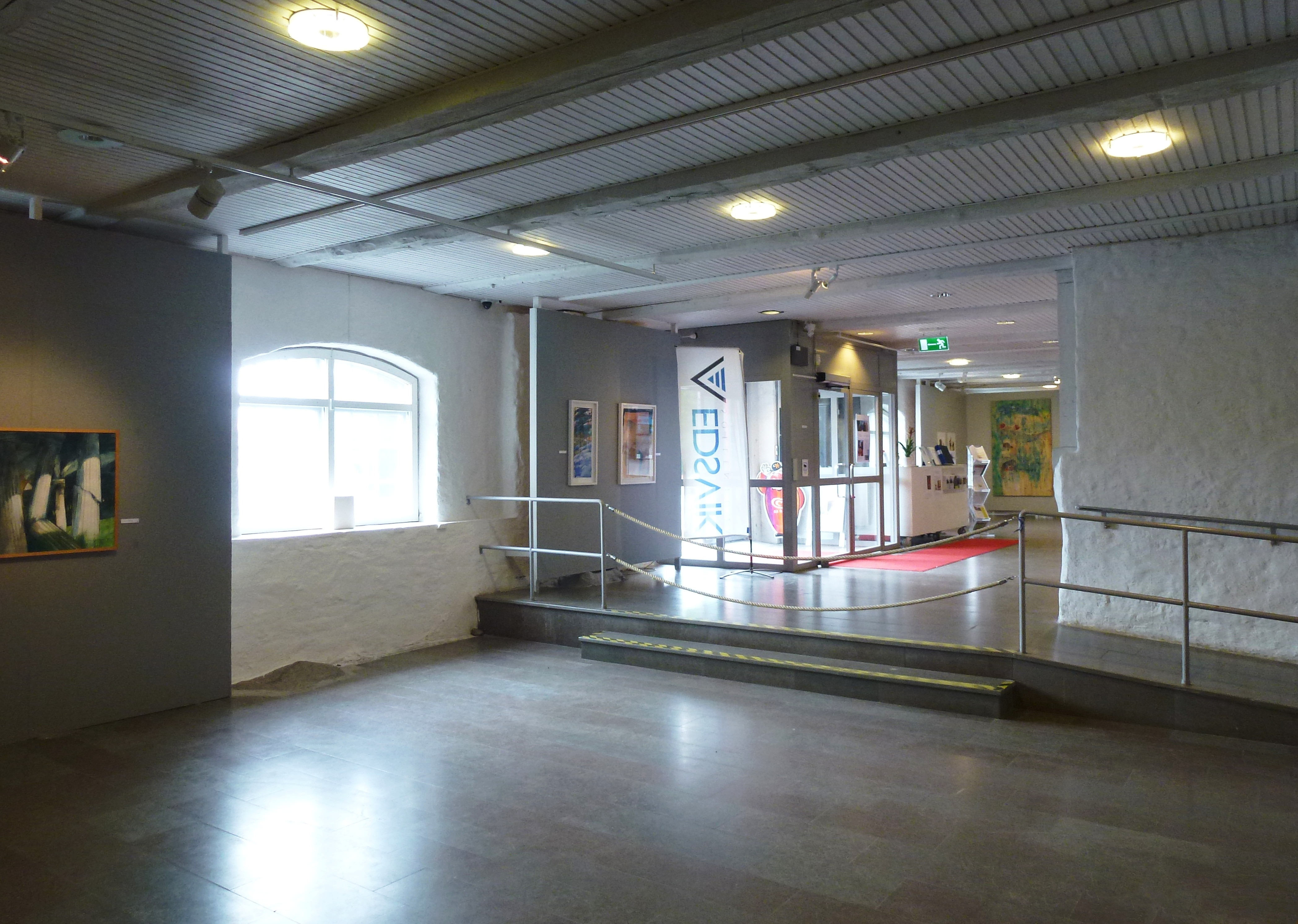
Bottenvåning, entré
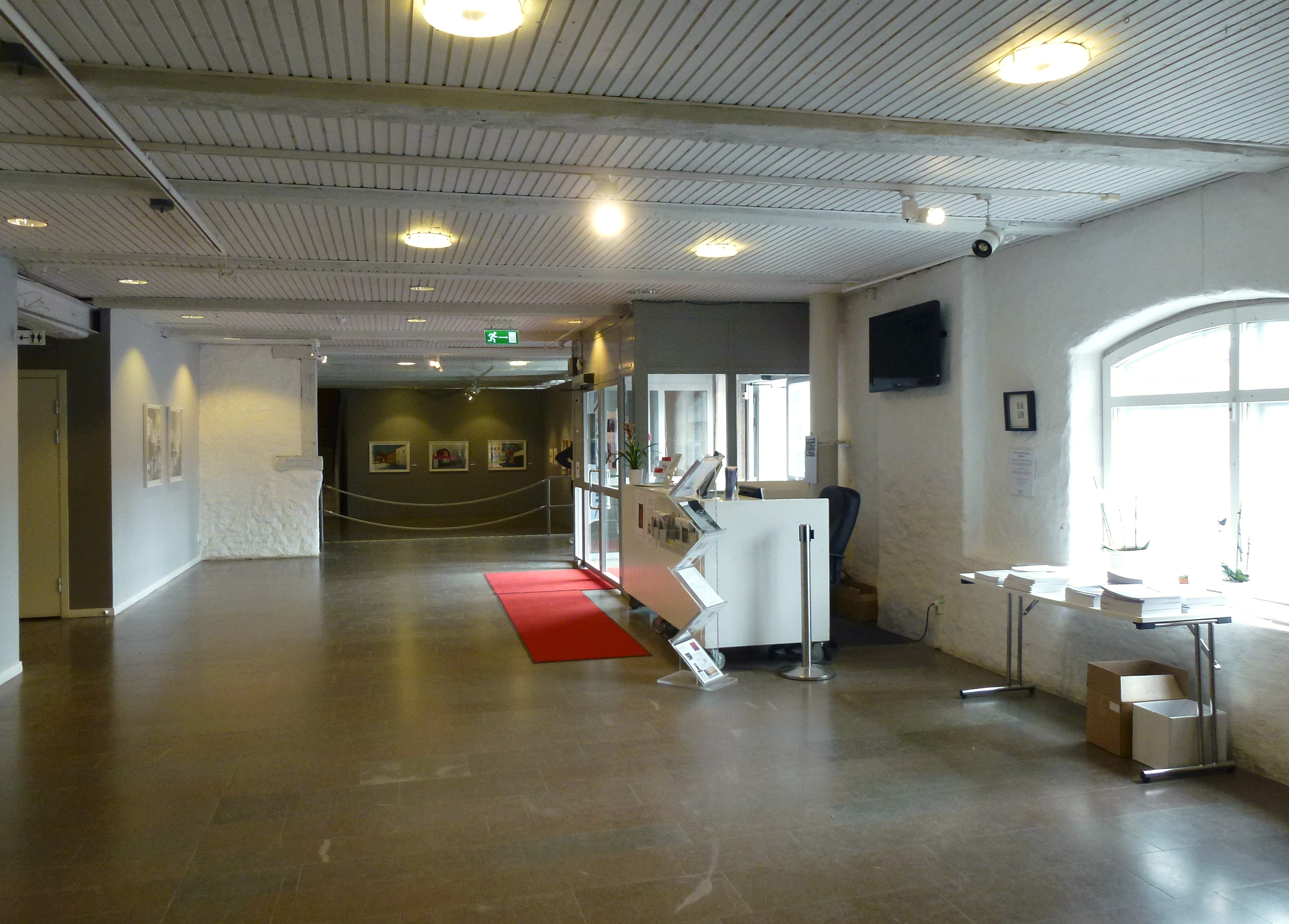
Bottenvåning, entré
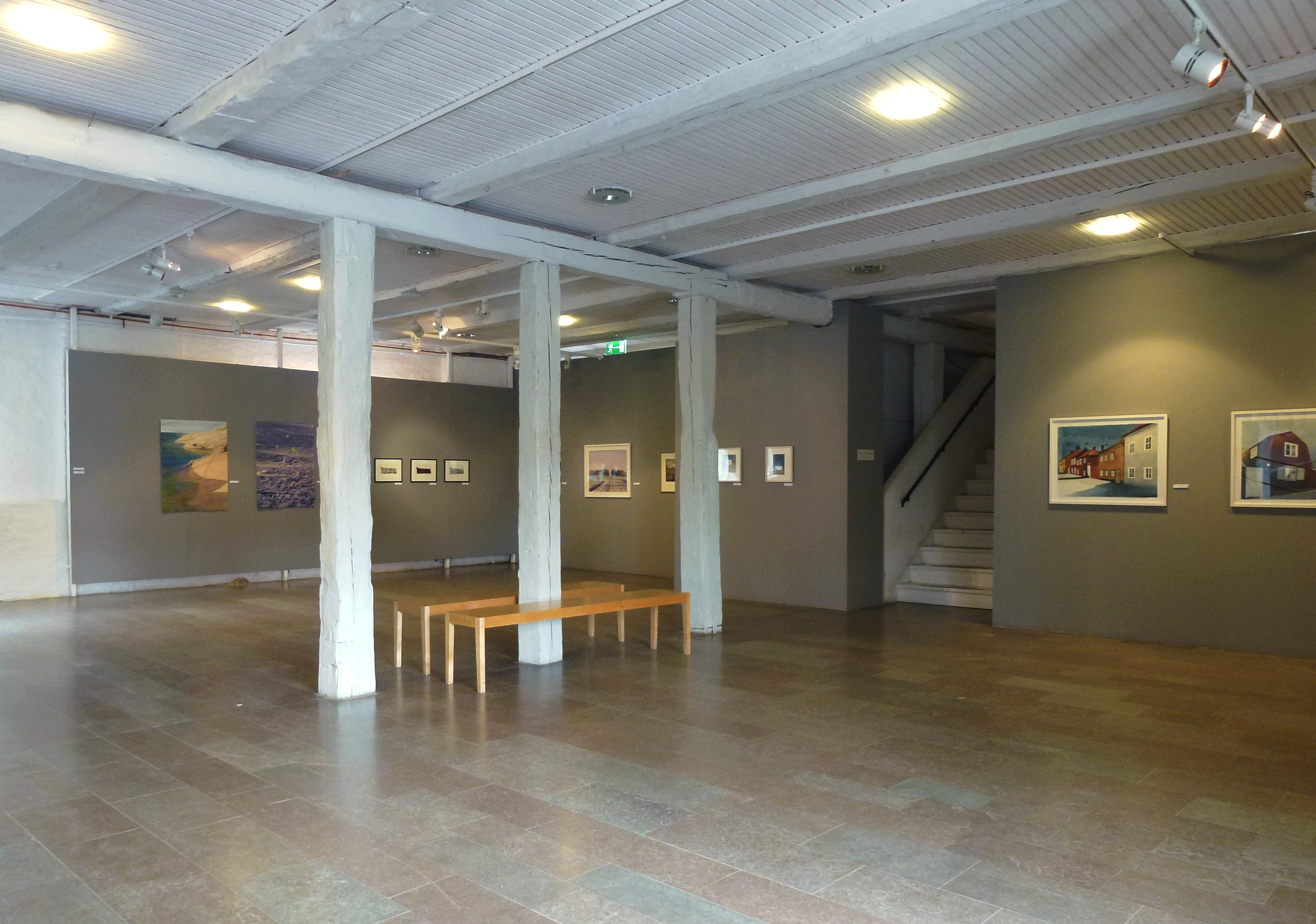
Bottenvåning, utställning
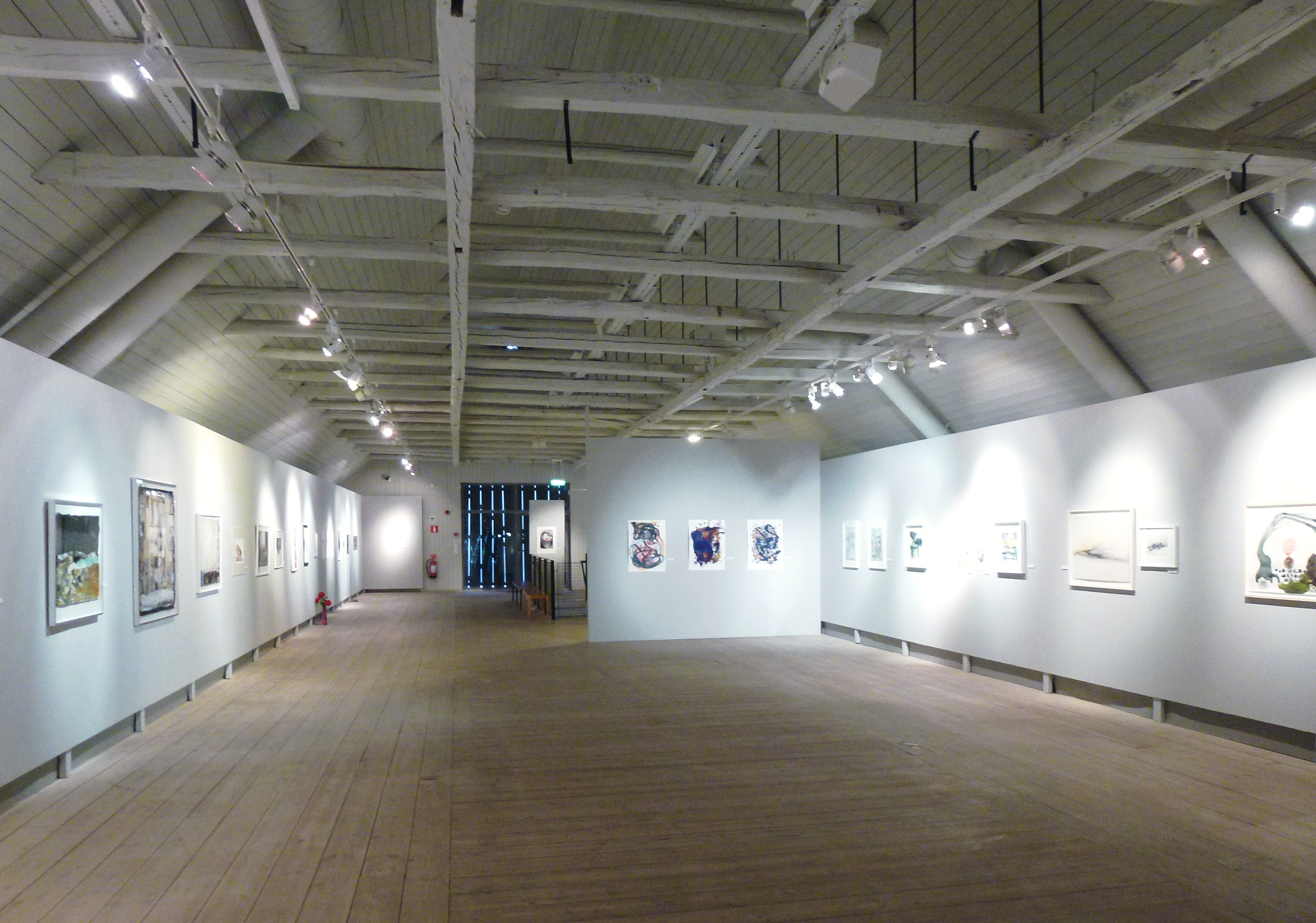
Vindsvåning, utställning

## Konsthallschefer
- Maria Fridh  1996–2002
- Stefie Goudaki  2002–03
- Ricardo Donoso 2004–2019